# Lennart Bunke
Lennart Bunke est un footballeur suédois né le 3 avril 1912 à Höganäs en Suède, et mort le 17 août 1988.

## Biographie
International, il reçoit 11 sélections en équipe de Suède de 1933 à 1937. Il participe à la coupe du monde 1938 mais n'y joue aucun match.

## Carrière

### En tant que joueur
- 1932-1939 :  Helsingborgs IF